# Légendes de Parva Terra
Légendes de Parva Terra est une série de bande dessinée d'aventure, créé par Raúl Arnáiz et publiée par les éditions du Lombard.

## Albums
- 1 Là où les enfants ne s'aventurent pas[1], Éditions du Lombard, (ISBN 978-2-8036-2644-1), mars 2010
Scénario et dessin : Raúl Arnáiz
- 2 L'Oracle des Dieux, Éditions du Lombard, (ISBN 978-2-8036-2741-7), octobre 2010
Scénario et dessin : Raúl Arnáiz
- 3 Au-delà de la mer, Éditions du Lombard, (ISBN 978-2-8036-2889-6), août 2011
Scénario et dessin : Raúl Arnáiz
- 4 Le lion et le temps volé, Éditions du Lombard, (ISBN 978-2-8036-3087-5), août 2012
Scénario et dessin : Raúl Arnáiz
- 5 La vérité de beatriccia, Éditions du Lombard, (ISBN 978-2-8036-3235-0), mars 2013
Scénario et dessin : Raúl Arnáiz